# Bangladesh International 2013
Die Bangladesh International 2013 im Badminton fanden vom 3. bis zum 7. Dezember 2013 in Dhaka statt.

## Sieger und Platzierte
| Disziplin    | Gold                                            | Silber                             | Bronze                                                  |
| ------------ | ----------------------------------------------- | ---------------------------------- | ------------------------------------------------------- |
| Herreneinzel | Yogendran Krishnan                              | Hsu Jen-hao                        | Alrie Guna Dharma                                       |
| Herreneinzel | Yogendran Krishnan                              | Hsu Jen-hao                        | Subhankar Dey                                           |
| Dameneinzel  | Pai Hsiao-ma                                    | Saili Rane                         | Trupti Murgunde                                         |
| Dameneinzel  | Pai Hsiao-ma                                    | Saili Rane                         | Sannatasah Saniru                                       |
| Herrendoppel | Liang Jui-wei Liao Kuan-hao                     | Hung Ying-yuan Su Ching-heng       | Deepak Khatri Gaurav Venkat                             |
| Herrendoppel | Liang Jui-wei Liao Kuan-hao                     | Hung Ying-yuan Su Ching-heng       | Jagdish Singh Roni Tan                                  |
| Damendoppel  | Prajakta Sawant Arathi Sara Sunil               | Dhanya Nair Mohita Sahdev          | Achini Nimeshika Ratnasiri Upuli Samanthika Weerasinghe |
| Damendoppel  | Prajakta Sawant Arathi Sara Sunil               | Dhanya Nair Mohita Sahdev          | Sanskriti Chhabra Kristi Das                            |
| Mixed        | Muhammad Adib Haiqal Nurizwan Sannatasah Saniru | Abhishek Ahlawat Sanskriti Chhabra | Gaurav Venkat Juhi Dewangan                             |
| Mixed        | Muhammad Adib Haiqal Nurizwan Sannatasah Saniru | Abhishek Ahlawat Sanskriti Chhabra | Abhijeet Naimpally Trupti Murgunde                      |